# Rimma
Rimma war ein antiker römischer Toreut (Metallbearbeiter), der gegen Ende des 1. Jahrhunderts oder in der ersten Hälfte des 2. Jahrhunderts in Niedergermanien tätig war.
Rimma ist heute nur noch aufgrund eines Signaturstempels auf einer Bronzekelle bekannt. Diese wurde in einem  Brandgrab in Velatice, Okres Brno-venkov gefunden und befindet sich heute im Mährischen Landesmuseum in Brünn.

## Einzelbelege
1. ↑  Inventarnummer e/1896/10.3; Richard Petrovszky: Studien zu römischen Bronzegefäßen mit Meisterstempeln. Leidorf, Buch am Erlbach 1993, S. 291, Nr. R.02.01.

| Personendaten    | Personendaten                      |
| ---------------- | ---------------------------------- |
| NAME             | Rimma                              |
| KURZBESCHREIBUNG | antiker römischer Toreut           |
| GEBURTSDATUM     | 1. Jahrhundert                     |
| STERBEDATUM      | 1. Jahrhundert oder 2. Jahrhundert |